# Finley Point (Montana)
Finley Point es un lugar designado por el censo ubicado en el condado de Lake en el estado estadounidense de Montana. En el Censo de 2010 tenía una población de 480 habitantes y una densidad poblacional de 16,26 personas por km².

## Geografía
Finley Point se encuentra ubicado en las coordenadas 47°45′1″N 114°4′30″O / 47.75028, -114.07500. Según la Oficina del Censo de los Estados Unidos, Finley Point tiene una superficie total de 29.51 km², de la cual 11.05 km² corresponden a tierra firme y (62.55%) 18.46 km² es agua.

## Demografía
Según el censo de 2010, había 480 personas residiendo en Finley Point. La densidad de población era de 16,26 hab./km². De los 480 habitantes, Finley Point estaba compuesto por el 80.63% blancos, el 0.42% eran afroamericanos, el 12.29% eran amerindios, el 0% eran asiáticos, el 0% eran isleños del Pacífico, el 0.42% eran de otras razas y el 6.25% pertenecían a dos o más razas. Del total de la población el 0.63% eran hispanos o latinos de cualquier raza.